# Delfí Robinat Elías
Delfí Robinat i Elías (Tàrrega, Espanya 13 de novembre de 1928 - 27 de juliol de 1997) va ser un farmacèutic i polític català. Fou vicepresident del Col·legi de Farmacèutics de Lleida. Havia estat alcalde de Tàrrega el 1969-1973. Militant d'Unió Democràtica de Catalunya, fou candidat per Lleida a les eleccions generals espanyoles de 1977 i 1979, però no fou escollit. Sí que fou elegit diputat per la circumscripció de Lleida dins les llistes de Convergència i Unió a les eleccions al Parlament de Catalunya de 1980. De 1982 a 1984, fou secretari de la comissió de Política Social del Parlament de Catalunya. Posteriorment fou escollit alcalde de Tàrrega a les eleccions municipals de 1987.